# Alfonso, el príncipe maldito
Alfonso, el príncipe maldito es un telefilme español emitido por Telecinco en 2010.

## Sinopsis
Alfonso, el príncipe maldito cuenta la vida de Alfonso de Borbón y Dampierre, duque de Cádiz, nieto de Alfonso XIII y, por tanto, primo hermano del anterior rey, Juan Carlos I. De este aspirante al trono de España se sabía muy poco hasta que el 8 de marzo de 1972 contrajo matrimonio con Carmen Martínez-Bordiú, la nieta mayor del dictador Franco.
Siete años más tarde se separaban. El cúmulo de desgracias no había hecho más que empezar. En febrero de 1984, regresaba de esquiar con sus dos hijos cuando el coche que conducía se estrelló contra un camión. A consecuencia de dicho accidente falleció su hijo Francisco de Asís. En 1989, el duque de Cádiz murió decapitado en una pista de esquí en las Montañas Rocosas (Colorado, Estados Unidos) en un percance provocado por un cable de acero.

## Reparto
- José Luis García Pérez: Alfonso de Borbón
- Cristina Peña: Carmen Martínez-Bordiú
- Fiorella Faltoyano: Emanuela de Dampierre
- Aníbal Soto: Marqués de Villaverde
- Guadalupe Lancho: Mirta Miller
- José Sánchez Orosa: Gonzalo de Borbón[1]
- Fernando Gil: Juan Carlos I de Borbón
- Javier Cidoncha: Juan Carlos joven
- Pedro Miguel Martínez: Jaime de Borbón[2]
- María Delgado: La Seño
- Francisco Vidal: Francisco Franco
- Eric Bonicatto: Jean-Marie Rossi
- Arturo Arribas: Periodista
- Guillermo Casta: Periodista

## Episodios
| N.º (serie) | Título         | Director (es)           | Fecha de emisión         | Audiencia         |
| ----------- | -------------- | ----------------------- | ------------------------ | ----------------- |
| 1           | «El comienzo»  | Álvaro Fernández Armero | 15 de septiembre de 2010 | 2 860 000 (17,0%) |
| 2           | «El desenlace» | Álvaro Fernández Armero | 22 de septiembre de 2010 | 2 935 000 (17,5%) |